# Голенберг (Биркенфелд)
Голенберг (њем. Gollenberg) општина је у њемачкој савезној држави Рајна-Палатинат. Једно је од 96 општинских средишта округа Биркенфелд. Према процјени из 2010. у општини је живјело 139 становника. Посједује регионалну шифру (AGS) 7134031.

## Географски и демографски подаци
Голенберг се налази у савезној држави Рајна-Палатинат у округу Биркенфелд. Општина се налази на надморској висини од 512 метара. Површина општине износи 3,2 km². У самом мјесту је, према процјени из 2010. године, живјело 139 становника. Просјечна густина становништва износи 43 становника/km².